# Berserk: Millennium Falcon Hen Seima Senki no Shō
Berserk: Millennium Falcon Hen Seima Senki no Shō (ベルセルク 千年帝国の鷹篇 聖魔戦記の章, Beruseruku Mireniamu Farukon Hen Seima Senki no Shō) é o segundo jogo eletrônico baseado no mangá Berserk. Ele foi lançado pela Sammy Corporation no Japão para PlayStation 2 em 7 de outubro de 2004. Sammy licenciou-o para a YBM-Sisa para uma versão coreana que foi colocada à disposição ao mesmo tempo.